# Jeffery Cohelan
Jeffery Cohelan (ur. 24 czerwca 1914 w San Francisco, zm. 15 lutego 1999 w Waszyngtonie) – amerykański polityk, członek Partii Demokratycznej.

## Działalność polityczna
W okresie od 3 stycznia 1959 do 3 stycznia 1971 przez sześć kadencji był przedstawicielem 7. okręgu wyborczego w stanie Kalifornia w Izbie Reprezentantów Stanów Zjednoczonych.